# Adrian Lucaci
Adrian Lucaci (n. 28 iunie 1966, Arad, România – d. 12 aprilie 2020, Arad, România) a fost un jucător român de fotbal. A avut 190 de meciuri în Divizia A și 150 de meciuri în Divizia B, a evoluat pe postul de fundaș. 

## Activitate
- UTA Arad (1984-1985)
- UTA Arad (1985-1986)
- UTA Arad (1986-1987)
- Steaua București (1987-1988)
- Sportul Studențesc (1988-1989)
- Sportul Studențesc (1989-1989)
- Sportul Studențesc (1990-1991)
- Sportul Studențesc (1991-1992)
- Sportul Studențesc (1992-1993)
- Universitatea Cluj (1993-1994)
- Universitatea Cluj (1994-1995)
- UTA Arad (1995-1996)
- UTA Arad (1996-1997)